# Trévérien
Trévérien település Franciaországban, Ille-et-Vilaine megyében. Lakosainak száma 918 fő (2022. január 1.). Trévérien Plesder, Pleugueneuc, Saint-Domineuc, Trimer, Saint-Thual, Évran és Saint-Judoce községekkel határos.

## Népesség
A település népessége az elmúlt években az alábbi módon változott:
| Lakosok száma | 577  | 476  | 487  | 722  | 896  | 888  | 884  | 895  | 903  | 918  |
|               | 1968 | 1982 | 1990 | 2006 | 2013 | 2015 | 2017 | 2019 | 2020 | 2022 |